# Степова дума
Степова дума — історична адміністративно-господарська одиниця в Російській імперії в 1820—1900. Виникла на основі «Уставу про управління інородців» (1822) М. М. Сперанського. Функціонувала як вищий орган обмеженого самоуправління народів Російської імперії, що вели кочовий або напівкочовий спосіб життя (буряти, хакаси, якути, евенки) — тобто, згідно термінології Уставу, у «бродячих і кочових інородців». Вся адміністрація степових дум складалась, як правило, із представників місцевого населення.